# Тимор
Тимор је острво у групи Малих Сундских острва у Малајском архипелагу, подељено је између Источног Тимора и Индонезије и има површину од 30.777 квадратних километра.

## Историја
Тимор је почетком 16. века открио португалски истраживач Антонио де Абреу, који је био у потрази за острвима зачина. И пре тога су на острвима постојала мала краљевства о којима се мало зна.
Острво је политички подељено већ вековима: Западни Тимор, који је био познат као Холандски Тимор од 1800-их до 1947. када је постао део Индонезије; и Источни Тимор који је био познат као Португалски Тимор 1596. до 1975. Јапанске снаге су окупирале цело острво између 1942. до 1945.
Индонезија је извршила инвазију 1975. и анектирала Источни Тимор, само 9 дана после његовог проглашења независности од Португала. Источни Тимор је постао независан 2002, после референдума одржаног 1999. под патронатом УН.
Група људи на индонежанској страни Тимора је пријављена да спроводи активности године у покушају да успостави државу Великог Тимора од 2001. године.

## Географија
Острво Тимор (приближне координате: 125° исток, 9° југ) је дугачко око 500 километара, и широко 80 киломатара. Простире се у правцу југоисток-северозапад. Тимор је најисточније од Малих Сундских острва. Јужно од острва је Тиморско море које га одваја од Аустралије. Највиши врх је Татамилау (2.960 метара). Индонежански западни Тимор (Timor Barat), припада провинцији Нуса Тенгара Тимур, има површину од 19.000 km², где живи око 2 милиона људи. Главни град је Купанг. Демократска република Источни Тимор (Timor-Leste), којој припада енклава на северној обали западног Тимора Окуси-Амбено, и два мала острва Атауро и Џако, има 15.007 km² и око милион становника. Главни град Источног Тимора је Дили.
Тимор је главно острво Спољног лука Банда, које се уздиже сударом лука и континента са Aустралијским континентом. Тимор се углавном састоји од стена са аустралијске континенталне маргине које су нгомилане на лук Банда. Он заузима положај предњег лука испред активног вулканског лука који формира острва у региону Флорес на северу. Оријентација главне осе острва такође се разликује од његових суседа. Ове карактеристике су објашњене као резултат тога што се налазе на северној ивици Индо-аустралске плоче док се она сусреће са Евроазијском плочом и потискује у југоисточну Азију. Клима обухвата дугу сушну сезону (април-новембар) са врућим ветровима који дувају из Аустралије. Реке на острву укључују северну и јужну реку Лакло у Источном Тимору. Планине, које сежу до скоро 3000 m надморске висине, један су од најзрелијих делова ланца Банда, који се протеже од Сумба до Серама. Мутис је највиша планина у Западном Тимору, а Рамелау је највиша планина у Источном Тимору.
Највећи градови на острву су главни град провинције Купанг у Западном Тимору, Индонезија и португалски колонијални градови Дили, који је главни град, и Баукау у Источном Тимору. Лоши путеви отежавају транспорт до унутрашњости, посебно у Источном Тимору. Извори прихода укључују гас и нафту у Тиморском мору, узгој кафе и туризам.

### Клима
Клима Тимора је тропска; врућа и влажна са израженим кишним и сувим сезонама. Тропски циклони се дешавају заједно са поплавама.
| Клима Дилија (1914-1963)      | Клима Дилија (1914-1963) | Клима Дилија (1914-1963) | Клима Дилија (1914-1963) | Клима Дилија (1914-1963) | Клима Дилија (1914-1963) | Клима Дилија (1914-1963) | Клима Дилија (1914-1963) | Клима Дилија (1914-1963) | Клима Дилија (1914-1963) | Клима Дилија (1914-1963) | Клима Дилија (1914-1963) | Клима Дилија (1914-1963) | Клима Дилија (1914-1963) |
| Показатељ \ Месец             | .Јан.                    | .Феб.                    | .Мар.                    | .Апр.                    | .Мај.                    | .Јун.                    | .Јул.                    | .Авг.                    | .Сеп.                    | .Окт.                    | .Нов.                    | .Дец.                    | .Год.                    |
| ----------------------------- | ------------------------ | ------------------------ | ------------------------ | ------------------------ | ------------------------ | ------------------------ | ------------------------ | ------------------------ | ------------------------ | ------------------------ | ------------------------ | ------------------------ | ------------------------ |
| Апсолутни максимум, °C (°F)   | 36,0 (96,8)              | 35,5 (95,9)              | 36,6 (97,9)              | 36,0 (96,8)              | 35,7 (96,3)              | 36,5 (97,7)              | 34,1 (93,4)              | 35,0 (95)                | 34,0 (93,2)              | 34,5 (94,1)              | 36,0 (96,8)              | 35,5 (95,9)              | 36,6 (97,9)              |
| Максимум, °C (°F)             | 31,3 (88,3)              | 31,1 (88)                | 31,2 (88,2)              | 31,5 (88,7)              | 31,3 (88,3)              | 30,7 (87,3)              | 30,2 (86,4)              | 30,1 (86,2)              | 30,3 (86,5)              | 30,5 (86,9)              | 31,4 (88,5)              | 31,1 (88)                | 30,9 (87,6)              |
| Просек, °C (°F)               | 27,7 (81,9)              | 27,6 (81,7)              | 27,4 (81,3)              | 27,4 (81,3)              | 27,0 (80,6)              | 26,8 (80,2)              | 25,5 (77,9)              | 25,1 (77,2)              | 25,4 (77,7)              | 26,0 (78,8)              | 27,2 (81)                | 27,4 (81,3)              | 26,6 (79,9)              |
| Минимум, °C (°F)              | 24,1 (75,4)              | 24,1 (75,4)              | 23,5 (74,3)              | 23,5 (74,3)              | 22,8 (73)                | 21,9 (71,4)              | 20,8 (69,4)              | 20,1 (68,2)              | 20,5 (68,9)              | 21,5 (70,7)              | 23,0 (73,4)              | 23,6 (74,5)              | 22,4 (72,3)              |
| Апсолутни минимум, °C (°F)    | 19,0 (66,2)              | 16,2 (61,2)              | 16,5 (61,7)              | 18,2 (64,8)              | 13,2 (55,8)              | 14,5 (58,1)              | 12,4 (54,3)              | 11,8 (53,2)              | 13,4 (56,1)              | 16,1 (61)                | 18,0 (64,4)              | 16,7 (62,1)              | 11,8 (53,2)              |
| Количина кише, mm (in)        | 139,5 (5,492)            | 138,7 (5,461)            | 132,7 (5,224)            | 104,3 (4,106)            | 74,9 (2,949)             | 58,4 (2,299)             | 20,1 (0,791)             | 12,1 (0,476)             | 9,0 (0,354)              | 12,8 (0,504)             | 61,4 (2,417)             | 144,9 (5,705)            | 908,8 (35,778)           |
| Дани са кишом (≥ 1.0 mm)      | 13                       | 13                       | 11                       | 9                        | 6                        | 4                        | 3                        | 1                        | 1                        | 2                        | 6                        | 11                       | 80                       |
| Релативна влажност, %         | 80                       | 82                       | 80                       | 77                       | 75                       | 72                       | 71                       | 70                       | 71                       | 72                       | 73                       | 77                       | 75                       |
| Сунчани сати — месечни просек | 189,1                    | 161,0                    | 235,6                    | 234,0                    | 266,6                    | 246,0                    | 272,8                    | 291,4                    | 288,0                    | 297,6                    | 270,0                    | 220,1                    | 2.972,2                  |
| Сунчани сати — дневни просек  | 6,1                      | 5,7                      | 7,6                      | 7,8                      | 8,6                      | 8,2                      | 8,8                      | 9,4                      | 9,6                      | 9,6                      | 9,0                      | 7,1                      | 8,1                      |
| Извор: Deutscher Wetterdienst |                          |                          |                          |                          |                          |                          |                          |                          |                          |                          |                          |                          |                          |

## Језик, етничке групе и религија
Антрополози идентификују једанаест различитих етно-лингвистичких група на Тимору. Највеће су Атони западног Тимора и Тетум централног и источног Тимора. Већина аутохтоних тиморских језика припада тиморско-бабарском огранку аустронезијских језика који се говоре широм индонежанског архипелага. Иако недостају лексички докази, сматра се да су неаустронезијски језици Тимора повезани са језицима који се говоре у Халмахери и Западној Новој Гвинеји. Неки су толико измешани да је тешко рећи из које породице потичу.
Званични језици Источног Тимора су тетум и португалски, док је у Западном Тимору индонежански. Индонежански, стандардизовани дијалект малајског језика, такође се широко говори и разуме у Источном Тимору.
Хришћанство је доминантна религија на целом острву Тимор, са око 90% становништва. Међутим, оно је неравномерно распоређено пошто је Западни Тимор 58% протестаната и 37% католика, а Источни Тимор је 98% католика и 1% протестаната. Ислам и анимизам чине већину остатка са око 5% сваки широм острва.